# 空間的思考
空間的思考（くうかんてきしこう、英語: spatial thinking）とは、空間的概念に基づき、空間的表現を使用し実行される空間的推論のプロセスのことである。
2006年に全米研究評議会(NRC)により発行されたレポートLearning to Think Spatiallyなどを契機として、21世紀の地理情報科学で高い関心が持たれる概念となっている。

## 構成要素
空間的思考は、空間的概念（spatial concept）・空間的表現（spatial representation）・空間的推論（spatial reasoning）の3要素から構成される。

### 空間的概念
空間的概念（spatial concept）は、空間的思考のなかで基礎的なものであり、対象化された空間の認識により形成される。
Golledge et al. (2008)は空間的概念をprimitive、simple、difficult、complicated、complexの5種類に類型化した。primitiveは幾何的な最小単位にあたり、同一性・位置・大きさ・時間が挙げられる。次に、simpleはprimitiveから派生した概念である。例えば、複数の位置から、近接・最近隣・相対距離などの概念を得られる。さらに派生させたdifficultには、隣接関係（adjacency）や格子（grid）などが挙げられる。そして、conplicatedはさらに派生された概念であり、バッファ（buffer）や連結性（connectivity）などが挙げられる。最後に、第5段階のcomplexは活動空間（activity space）、中心地（central place）、飛び地（enclave）などが挙げられる。
これらの5段階の空間的概念は、人間の発達段階に応じて、プリミティブ（primitive）から順に複雑なものへ順番に獲得するものとされる。

### 空間的表現
空間的表現（spatial representation）は、取り扱う情報を空間的に構造化して表現したもののことである。空間的イメージの形成と心的操作、地図化による情報の理解・伝達などが空間的表現に該当する。なお、空間的表現は視覚的なものに限らず、触地図や音声ガイドなども空間的表現に該当する。

### 空間的推論
空間的推論（spatial reasoning）は、問題解決・意思決定において、既知の情報をもとに未知の事項を推定するために必要な認知プロセスのことである。空間的推論では、構造化された情報をもとに考察する方法が示される。
空間的推論を行ううえで、地理情報システムの空間解析ツールは有用なツールとなる。

## 利用
空間的思考は社会における問題解決の手段として利用できる。その一例としてブロード・ストリートのコレラの大発生におけるジョン・スノウの功績が挙げられる。スノウは、コレラ患者の居住地と井戸の所在地のデータ取得、空間データ分析、コレラ患者と井戸を重ね合わせた分布図の作成、井戸が感染拡大に起因するという仮説立て、感染源の井戸の使用中止を行った。
学術研究では、理工系、特に地球科学において空間的思考の必要性が強いが、社会科学でも空間論的転回により空間的思考が重視されるようになってきている。
日本の学校教育では、空間的思考の習得は初等教育で複数の教科で行われており、空間的概念については算数で、空間的表現や空間的推論については理科や社会（地理）の教育で行われている。このうち、地理は現実世界における空間的思考の応用において重要な役割を果たす。